# Roque Joaquín de Alcubierre
Roque Joaquín de Alcubierre (Saragoça, 16 de agosto de 1702 – Nápoles, 14 de março de 1780) foi um engenheiro e arqueólogo espanhol, responsável pela exploração  arqueológica  das cidades de Pompeia, Herculano e Stabiae.    

## Biografia
Roque Joaquín de Alcubierre nasceu em Saragoça em 16 de agosto de 1702. Ele estudou em sua cidade natal e depois ingressou no corpo de engenheiros militares como voluntário, servindo em Girona, Barcelona, Madri e outras cidades espanholas.
Enquanto trabalhava na construção do novo palácio do rei de Nápoles, Carlos III, em Portici, Alcubierre encontrou alguns artefatos da era romana e, portanto, em 1738 obteve autorização do soberano para poder realizar escavações. Após a escavação, ele trouxe à luz uma estátua de Hércules e um teatro antigo: eram as ruínas de Herculano. Mais tarde, mais de duzentos afrescos e estátuas foram trazidos à luz, que foram preservados no Museu Nacional de Nápoles. 
Em 1748, uma nova campanha de escavação começou em uma área que, segundo as primeiras intuições, seria Stabiae, mas que mais tarde foi identificada como Pompeia. Em 1749, juntamente com o engenheiro suíço Karl Jakob Weber, seu assistente, ele trouxe à luz a verdadeira Stabiae e depois realizou explorações na área de Sorrento (onde recuperou as ruínas de Villa Pollio), Capri, Cuma e Pozzuoli. Ele morreu em Nápoles em 14 de março de 1780. 